# Pokhari (Doti)
Pokhari (nepalski: पोखरी) – gaun wikas samiti w zachodniej części Nepalu w strefie Seti w dystrykcie Doti. Według nepalskiego spisu powszechnego z 2001 roku liczył on 775 gospodarstw domowych i 4128 mieszkańców (2060 kobiet i 2068 mężczyzn).